# Contea di Jiahe
La contea di Jiahe (嘉禾县S, Jiāhé XiànP) è una contea della Cina, situata nella provincia di Hunan e amministrata dalla prefettura di Chenzhou.